# 1 Brygada Grenadierów
1 Brygada Grenadierów – brygada piechoty 4 Dywizji Piechoty Polskich Sił Zbrojnych.
Formowanie rozpoczęto w Szkocji lutym 1945. Zdolność bojową miała osiągnąć do 1 czerwca 1945. W walkach na froncie nie wzięła udziału. Oficerowie wywodzili się z I Korpusu Polskiego, a żołnierze w ok. 80% z armii niemieckiej lub organizacji Todta, do których to wcześniej zostali przymusowo wcieleni.
Stacjonowała pierwotnie w Blairgowire, a następnie w Glen of Rothers Ho.
Wchodziła w skład 4 Dywizji Piechoty. Nawiązywała do tradycji 1 Dywizji Grenadierów walczącej we Francji w 1940.

## Skład organizacyjny i obsada personalna
Organizacja i obsada personalna na podstawie 4 Dywizja Piechoty – Pamięci żołnierzy 4 DP i ich dowódcy gen. Glabisza. s. 11.

Dowództwo i Kwatera Główna
Dowódca brygady
- płk Otton Zieliński

zastępca dowódcy brygady
- ppłk dypl. Janusz Sopoćko

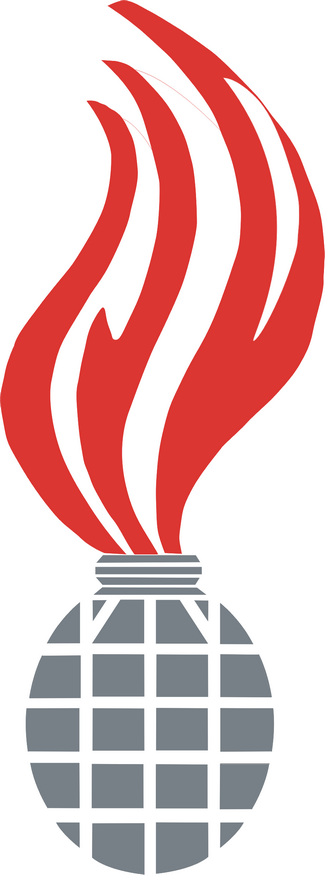
Oznaka rozpoznawcza

- ppłk Józef Sokol (od XII 1945)[3]

Pozostali oficerowie
- szef sztabu – mjr dypl. Aleksander Zając
- oficer taktyczny – kpt. Mieczysław Gulin
- oficer informacyjno wywiadowczy – kpt. Antoni Gibiliński
- oficer łącznikowy – por. Marian Danielewicz
- oficer łącznikowy – por. Bronisław Kuciak
- oficer łącznikowy – por. Alfred Józef Skubiejski
- kwatermistrz – kpt. Leon Bilecki
  - zastępca kwatermistrza – por. Antoni Herbich
  - oficer materiałowy – Tadeusz Edmund Lisowski
  - oficer zaopatrzenia – por. Mikołaj Pawłusewicz
  - oficer techniczny – rtm. Jerzy Lipiński
- kapelan – ks. Franciszek Orszulik
- dowódca łączności– por. Jan Andrzej Zakrzewski
  - oficer łączności –ppor. Walenty Domiński
  - oficer łączności – ppor. Adam Kalisz
- dowódca kompanii sztabowej – por. Jerzy Roman Mirecki
  - dowódca plutonu ochrony – ppor. Czesław Bursa
- dowódca czołówki naprawczej – por. Leon Poliński

Pododdziały
- 1 batalion grenadierów
- 2 batalion grenadierów
- 3 batalion grenadierów

## Oznaki brygady
- W brygadzie żołnierze nosili sznury do gwizdka: oficerowie – okrągłe, jedwabne, czerwono-granatowe; podoficerowie – czerwono-granatowe, płaskie, plecione; szeregowcy płaskie, plecione czerwone[4]
- Patki – granatowe z pąsową (szkarłatną[5])żyłką
- Otoki: granatowe[2].
- Znaki na wozach: czarna cyfra na czerwonym tle: sztab – 81; 1 bg: 55; 2 bg: 56; 3 bg: 57[2].